# Siodłary
Siodłary est une localité polonaise de la gmina de Kamiennik située dans le powiat de Nysa en voïvodie d'Opole.